# Massimo Cocco
Massimo Cocco (* 4. August 1960) ist ein italienischer Geophysiker. Er ist seit 1997 Forschungsleiter des Istituto Nazionale di Geofisica e Vulcanologia (INGV) in Rom. Von 2001 bis 2007 leitete er am INGV die Abteilung Seismologie und Tektonphysik.
Cocco erhielt seinen Doktorgrad im Fach Physik von der Universität La Sapienza in Rom. Er befasst sich mit der Physik von Erdbeben und kleineren Schwankungen und arbeitete auch im Bereich Infrastruktur von Geo-Mess-Systemen. Wesentlich ist er auch am Projekt European Plate Observing System (EPOS) beteiligt.
Von 1995 bis 1996 war er außerordentlicher Professor für Seismologie an der Universität Bologna. Von 1996 bis 1998 war er Professor für Seismologie an der Universität Mailand und von 1998 bis 2000 an der Universität Rom III. Von 2008 bis 2009 war er Dozent für Theoretische Seismologie an der 2000 vom IUSS gegründeten Rose School an der Universität Pavia.
Massimo Cocco ist seit 2014 ordentliches Mitglied der Academia Europaea und veröffentlichte bislang über 110 Papers in internationalen Publikationen (h-Index=34; Stand: 30. September 2014).